# ایلیا اولیانوف
ایلیا اولیانوف (روسی: Илья Николаевич Ульянов؛ ۳۱ ژوئیهٔ ۱۸۳۱ – ۲۴ ژانویهٔ ۱۸۸۶) آموزگار اهل روسیه و پدر مؤسس اتحاد جماهیر شوروی ولادیمیر لنین بود. دیگر پسر او، الکساندر اولیانوف، در سال ۱۸۸۶ برای تلاش جهت ترور تزار الکساندر سوم اعدام شد. او در آستراخان متولد شد و پدرش نیکولای واسیلیویچ اولیانوف (یا اولیانین) و مادرش آنا الکسیونا سمیرنووا بود.